# ريان تايلور
ريان أنتوني تايلور (ولد في 19 أغسطس 1984) هو لاعب كرة قدم إنجليزي يلعب لنيوكاسل يونايتد. لاعب متعدد الاستخدامات ويمكن أن يلعب كمدافع أو كجناح.

## سيرة اللاعب
نيوكاسل يونايتد
في يوم 2 فبراير من عام 2009، ذكرت شبكة سكاي سبورتس أن تايلور كان في سانت جيمس بارك ويخضع لفحص طبي، وأكد ذلك موقع نيوكاسل في وقت لاحق.
وكان تايلور وقع اتفاقا لمدة أربعة أعوام ونصف العام مع النادي، وأن هذه الصفقة كانت جزءامن صفقة انتقال تشارلز نزوبيا إلى ويغان. لعب لأول مرة لنيوكاسل في مباراة الفوز 3-2 على وست بروميتش البيون.
وسجل أول هدف له مع نيوكاسل في 22 أغسطس ضد كريستال بالاس.
وسجل الهدف الثاني له مع نيوكاسل، من ركلة حرة بعيدة المدى ضد إبسويتش تاون والتي انتصر فيها الفريق 4-0 في 26 سبتمبر 2009.
بسبب وصول الظهير أيمن جيمس بيرش والمدافع سول كامبل في فصل الصيف، كان تايلور على مقاعد البدلاء في معظم مباريات الدوري.
في 20 أغسطس 2011، سجل هدف الفوز من ركلة حرة في الفوز 1-0 على سندرلاند ثم سجل هدف التعادل في وقت متأخر من ركلة حرة أخرى في الفوز 2-1 خارج أرضه ضد سكونثورب يونايتد في الدور الثاني من كأس الدوري بعد خمسة أيام.
في 23 أغسطس من عام 2012 سجل ريان تايلور من ركلة حرة في مباراة الدوري الأوروبي ضد اتروميتوس، ولكن تعرض لإصابة خطيرة في الركبة في مباراة الإياب في 30 أغسطس من عام 2012. وكشف المسح بإصابة تايلور بتمزق في الرباط الصليبي في ركبته اليمنى والتي أنهت موسمه الكروي.
بعد عودته إلى التدريب في نهاية موسم 2012/2013 أصيب ريان تايلور باصابة أخرى في الأربطة وذكر المدرب آلان باردو انه سوف يغيب عن كامل موسم 2013/2014.

## روابط خارجية
- ريان تايلور على موقع الاتحاد الأوربي (الإنجليزية)
- ريان تايلور على موقع قاعدة بيانات كرة القدم.إي يو (الإنجليزية)
- ريان تايلور على موقع Soccerbase.com (لاعب) (الإنجليزية)
- ريان تايلور على موقع Soccerway.com (الإنجليزية)
- ريان تايلور على موقع عالم كرة القدم.نت (الإنجليزية)
- ريان تايلور على موقع AS.com (الإسبانية)